# Pietra Rivoli
Pietra Rivoli é professora de Finanças e Negócios na McDonough School of Business da Universidade de Georgetown e autora do premiado livro The Travels of a T-Shirt in the Global Economy.

## Biografia
Em 2006, a professora Rivoli recebeu o Prêmio Pioneiro do Corpo Docente do Aspen Institute. Este prêmio reconhece o corpo docente da Business School que tem sido líder na integração de questões sociais e ambientais nos currículos de MBA.
Em sua principal obra, The Travels of a T-shirt in the Global Economy, a autora foi reconhecida pela imprensa e comunidade acadêmica pelo estudo pioneiro da globalização. Além disso, o livro recebeu diversas premiações. Essas honrarias incluem ser nomeado um dos melhores livros de negócios do ano pelo Financial Times, Booz Allen Hamilton, Foreign Affairs, Library Journal e pela Amazon.com.
Sendo também nomeado finalista do prêmio inaugural de Livro do Ano do Financial-Times-Goldman Sachs. Além de ter sido designado pela American Association of Publishers como o melhor livro académico de 2005 na categoria de Finanças e Economia e foi traduzido para 14 línguas.

## Prêmios e Homenagens
- 2006 — Faculty Pioneer Awards do Aspen Institute[2]